# Шепот от отвъдното (сезон 1)
Първият сезон на Шепот от отвъдното, американски сериал, създаден от Джон Грей, се излъчи в САЩ между 23 септември, 2005 г. и 5 май, 2006 г., съдържайки 22 епизода. Сериалът следи живота на млада жена, която може да общува с духовете на мъртвите. Докато някои хора отблъскват нея и дарбата ѝ, Мелинда се бори да води възможно най-нормален живот със семейството си.
Първият сезон се излъчваше в САЩ всяка петък вечер в 20:00 по CBS, където получи 10.20 милиона зрители средно на епизод, вторият най-висок среден рейтинг от всички сезони, само след 4 сезон.

## Сюжет
В първи сезон се запознаваме с Мелинда Гордън – на външен вид, най-обикновена жена със семейство, живуща в малкото градче Грандвю, но тя има дарбата да говори с душите на мъртвите, които все още не са преминали в Светлината. Тя им помага да довършат своите недовършени дела на Земята, за да преминат в отвъдното. Мелинда е женена за Джим Кланси и най-добрата ѝ приятелка, която знае за дарбата ѝ, Андреа, ѝ помага в антикварния магазин, който Мелинда държи (наречен „Същото, както никога“).
По време на сезона се появява Романо (първоначално известен като „мъжът в черно“) – водач на регилиозна група, станал известен в Европа с организирано от него масово самоубийство през 1939 г. Той е точно обратното на Мелинда – събира духове и не им позволява да преминат в Светлината, убеждавайки ги, че там няма нищо добро. В Грандвю се разбива самолет и Мелинда и Романо се борят за душите на над 300 души. При катастрофата, самолетът пада върху колата на Андреа, която в същия момент е в нея и така тя загива, без да разбере.

## Продукция
Шепот от Отвъдното е планиран приблизително 2 години преди премиерата си. Той е съвместна продукция на ABC Studios и CBS. Базиран е на истории на Джеймс Ван Прааг и Мери Ан Уинковски. Заснет е на сцени в Universal Studios, като за част от декора са използвани декори от други филми. Екипът на сериала твърди, че са посещавани от истински духове, докато снимат.
В началото са предвидени само 13 епизода за целия сериал, но след успешния си дебют на 23 септември, 2005 година е поръчан пълен 22-епизодов първи сезон. След като Шепот от Отвъдното разбива мита за проклятието на петък вечер (в САЩ в петък вечер рейтингите на всички предавания падат) той продължава и за втори сезон.

## Рейтинг
Шепот от Отвъдното дебютира с 11.25 милиона зрители, разбивайки митовете за проклятието на петък вечер. Рейтингите през първи сезон варират между 10 и 13 милиона, отбелязвайки най-високия рейтинг в историята на сериала – 7 епизод с 12.78 милион зрители. Първи сезон събира средно 10.20 милион зрители на епзиод.

## DVD релийзи
| Сезон | Данни | Екстри | Дати на пускане |
| ----- | --- | --- | --- |
| 1     | - 22 епизода - 6 диска - Видео: Широкоекранно 1.78:1 Aspect Ratio - Аудио: Dolby Digital 5.1 Surround - Без субтитри | - Аудио коментари - Зад сцените - Изтрити сцени - Разходка из Грандвю - Митологията на Шепот от Отвъдното - Как да уплашим зрителя? | Регион 1 31 октомври 2006 Регион 2 9 юли 2007 (Европа) 23 април 2008 (Япония) Регион 3 29 май 2007 (Хонгконг) 19 юни 2007 (Корея) Регион 4 23 май 2007 (Австралия) 22 октомври 2007 (Бразилия) |

## Герои и актьори
| Актьор            | Герой          |
| ----------------- | -------------- |
| Дженифър Лав Хюит | Мелинда Гордън |
| Дейвид Конрад     | Джим Кланси    |
| Аиша Тайлър       | Андреа Морино  |

## Епизоди
| Еп. № | Заглавие                     | Сценарист(и)                    | Режисьор(и)      | Първо излъчване                                      | Брой зрители (в милиони) |
| --- | ---------------------------- | ------------------------------- | ---------------- | ---------------------------------------------------- | ------------------------ |
| 1 | Pilot                        | Джон Грей                       | Джон Грей        | 23 септември 2005 г. (САЩ) 12 юни 2007 г. (България) | 11.25                    |
| В първи епизод се запознаваме с Мелинда Гордън – на външен вид, най-обикновена жена със семейство, живуща в малкото градче Грандвю, но тя има дарбата да говори с душите на мъртвите, които все още не са преминали в Светлината. Тя им помага да довършат своите недовършени дела на Земята, за да преминат в отвъдното. Мелинда е женена за Джим Кланси и най-добрата ѝ приятелка, която знае за дарбата ѝ, Андреа, ѝ помага в антикварния магазин, който Мелинда държи(наречен „Същото, както никога“). В премиерния епизод на сериала, Мелинда трябва да помогне на дух на войник на име Пол, който е починал във Виетнамската война. Пол има женен син – Майкъл. Мелинда помага на семейството да каже последно сбогом на Пол и оставя нещо от него.                                                                                   |                              |                                 |                  |                                                      |                          |
| 2 | The Crossing                 | Джон Грей и Катрин Бътърфилд    | Рон Лагомарсино  | 30 септември 2005 г. (САЩ) 13 юни 2007 г. (България) | 10.87                    |
| Шест-годишният Кени Дейл е починал, когато колата на семейството му попада на релси срещу идващ влак. Без да знае, че е мъртъв, Кени се сприятелява с момче, чиято майка го мисли за просто въображаем приятел. Разбираме, че малките деца виждат духовете, оттам идват и въображаемите приятели. Мелинда трябва да намери родителите на момчето и да се опита да ги убеди, че синът им още е на Земята и ги търси, без да може да премине в Светлината. |                              |                                 |                  |                                                      |                          |
| 3 | Ghost, Interrupted           | Джон Грей и Джед Зайдел         | Иън Сандър       | 7 октомври 2005 г. (САЩ) 14 юни 2007 г. (България)   | 11.07                    |
| Младо момиче, Натали, е изпратено на психиатър, след странното ѝ поведение след смъртта на близначката ѝ – Зоуи. При екскурзия, Натали бяга от автобуса при Мелинда. Мелинда бързо разбира, че поведението на Натали е, защото сестра ѝ е с нея. Зоуи е на Земята, заради тайната, която е отнесла в гроба си... |                              |                                 |                  |                                                      |                          |
| 4 | Mended Hearts                | Джон Грей                       | Джон Грей        | 14 октомври 2005 г. (САЩ) 18 юни 2007 г. (България)  | 9.99                     |
| Дух помага на Мелинда да спаси жена от самоубийство. Тя разбира, че духът е годеникът на жената и че е станал донор на органи след смъртта си. Духът отказва да премине, преди да види кой е получил сърцето му. В крайна сметка, Мелинда намира човека и той се влюбва във вдовицата. |                              |                                 |                  |                                                      |                          |
| 5 | Lost Boys                    | Дейвид Фалън                    | Питър О'Фалън    | 21 октомври 2005 г. (САЩ) 19 юни 2007 г. (България)  | 10.55                    |
| Предлагат на Андреа и Мелинда да продадат антиките от стара къща на търг. Мелинда открива, че къщата преди е била сиропиталище, но е изгоряла, но заедно с къщата, вървят и духовете на няколко деца. Стар човек купува къщата, с желанието да я срути. Мелинда по-късно открива, че мъжът е единственото оцеляло дете от пожара и че той самият е отговорен за пожара. Сега Мелинда трябва да помогне да прекосят в Светлината децата от сиропиталището и да убеди мъжът, че приятелите му все още са тук. |                              |                                 |                  |                                                      |                          |
| 6 | Homecoming                   | Вивиан Лий                      | Ерик Ланювил     | 28 октомври 2005 г. (САЩ) 20 юни 2007 г. (България)  | 11.73                    |
| Мелинда помага на разтроен дух на тийнейджър, който в последната вечер на живота си, научава, че е осиновен. Ядосан, той се сблъсква с гнездо на пчели. Алергичен към тях, той умира. Сега той иска да се срещне с родната си майка, но дали историята е такава каквато е представена? |                              |                                 |                  |                                                      |                          |
| 7 | Hope & Mercy                 | Джон Уирт                       | Бил Л. Нортън    | 4 ноември 2005 г. (САЩ) 21 юни 2007 г. (България)    | 12.78                    |
| Жена умира по време на бременност и отказва да мине в Светлината, преди да убеди съпругът си, че не е виновен той. Същевременно, Андреа има проблеми с художник, който ни разкрива част от миналото ѝ. |                              |                                 |                  |                                                      |                          |
| 8 | On The Wings Of A Dove       | Джон Грей и Катрин Бътърфилд    | Питър О'Фалън    | 11 ноември 2005 г. (САЩ) 25 юни 2007 г. (България)   | 11.41                    |
| Пет годишнината от смъртта на бащата на Джим наближава и Джим започва да се държи странно. Забелязвайки това, Мелинда се опитва да му помогне, вярвайки, че това е причинено от дух. Същевременно, стара позната от училище идва при Мелинда, носейки ѝ болезнени спомени. |                              |                                 |                  |                                                      |                          |
| 9 | Voices                       | Джон Грей и Джон Белусо         | Кевин Хуукс      | 18 ноември 2005 г. (САЩ) 27 юни 2007 г. (България)   | 12.05                    |
| Колата на Мелинда и Джим е открадната от проблемен тийнейджър, чиято майка е починала. Той мисли, че майка му го е предала приживе и не може да ѝ прости. Мелинда трябва да му помогне да разбере какво иска да му каже майка му. Тя била инженер и починала, когато паднала в дупка с оголени жици, по които течало силно напрежение и сега комуникира чрез електроника. |                              |                                 |                  |                                                      |                          |
| 10 | Ghost Bride                  | Джон Грей и Джед Зейдел         | Джоана Кернс     | 25 ноември 2005 г. (САЩ) 28 юни 2007 г. (България)   | 12.25                    |
| Зъл дух, облечен в булчинска рокля, преследва Лиса – приятелка на Мелинда. Серина, духът с роклята, представлява труден случай за Мелинда. Серина е умряла в деня на сватбата си, женейки се за сегашния годеник на Лиса. Сега Серина се опитва да разруши сватбата на двамата. |                              |                                 |                  |                                                      |                          |
| 11 | Shadow Boxer                 | Джон Грей и Емили Фокс          | Джоана Кернс     | 15 декември 2006 г. (САЩ) 2 юли 2007 г. (България)   | 11.19                    |
| Мелинда среща дух на жена, чието семейство е разбито и сега Мелинда трябва да помогне на сина ѝ да се сдобри с баща си. |                              |                                 |                  |                                                      |                          |
| 12 | Undead Comic                 | Джон Грей и Дъг Прочило         | Ерик Ланювил     | 16 декември 2005 г. (САЩ) 3 юли 2007 г. (България)   | 10.89                    |
| Мелинда помага на духа на починал комик, който не знае как и защо е умрял. Тя разбира, че той е отнел живота си и сега трябва да му помогне да се сдобри с всички хора, които е изоставил при самоубийството си. |                              |                                 |                  |                                                      |                          |
| 13 | Friendly Neighbourhood Ghost | Джон Грей и Луис Джонсън        | Дейвид Хю Джоунс | 6 януари 2006 г. (САЩ) 4 юли 2007 г. (България)      | 11.31                    |
| Мъж се пренася в отсрещната къща при Мелинда и тя забелязва, че дух го следи. Духът се оказва дядото на бившата приятелката на съседа, която е изчезнала и е вероятно мъртва. Сега духът няма да се спре, преди да разбере какво се е случило с внучката му и мисли, че бившият ѝ приятел е отговорен за изчезването ѝ. |                              |                                 |                  |                                                      |                          |
| 14 | Last Execution               | Джон Грей и Дейвид Фалън        | Питър Вернер     | 13 януари 2006 г. (САЩ) 5 юли 2007 г. (България)     | 10.92                    |
| Дух на мъж преследва Мелинда, след като тя посещава изложба в галерия. Минавайки през ужасяващи видения, Мелинда разбира, че духът е последния екзекуриран и сега той иска да помогне на дъщеря си. Междувременно, жена съди Джим, защото той се е опитал да ѝ помогне, след като тя се озовала в инцидент. |                              |                                 |                  |                                                      |                          |
| 15 | Melinda's First Ghost        | Джон Грей и Катрин Бътърфилд    | Питър Вернер     | 27 януари 2006 г. (САЩ) 9 юли 2007 г. (България)     | 11.62                    |
| Като малка, майката на Мелинда не е приемала дарбата на дъщеря си и така са се отдалечили една от друга. Сега Мелинда трябва да се сдобри с майка си, за да спаси духът на малко момиченце, което е... първият дух на Мелинда. |                              |                                 |                  |                                                      |                          |
| 16 | Dead Man's Ridge             | Джон Грей                       | Джеймс Фраулей   | 3 февруари 2006 г. (САЩ) 10 юли 2007 г. (България)   | 10.62                    |
| Дух преследва Андреа и когато нещата излизат извън контрол, тя търси помощта на Мелинда. Тя разбира, че духът е стар колега на Андреа и сега трябва да помогне на брат му, който е в беда. |                              |                                 |                  |                                                      |                          |
| 17 | Demon Child                  | Джон Грей и Джед Зайдел         | Ерик Ланювил     | 3 март 2006 г. (САЩ) 11 юли 2007 г. (България)       | 12.40                    |
| Когато Мелинда събира антики от къша наблизо, тя забелязва духа на малко момче, което преследва семейството в къщата. Момчето е умряло в инцидент, за който никой не иска да говори, дори майка му. Всички винят бавачката за смъртта му. Сега той преследва бавачките на новороденото в къщата. Една вечер Мелинда полчава обаждане и глас казва „Кой гледа бебето сега?“. |                              |                                 |                  |                                                      |                          |
| 18 | Miss Fortune                 | Джон Грей и Емили Фокс          | Джеймс Крезантис | 10 март 2006 г. (САЩ) 12 юли 2007 г. (България)      | 10.34                    |
| Цирк идва в Грандвю, а заедно с него и духът на един от артистите, който мисли, че брат му го е убил. Докато Мелинда разнищва историята, тя открива една тайна... |                              |                                 |                  |                                                      |                          |
| 19 | Fury                         | Джон Грей и Рама Лори Стейджнър | Питър Вернер     | 31 март 2006 г. (САЩ) 16 юли 2007 г. (България)      | 10.22                    |
| Мелинда трябва да помогне на духа на афроамериканец, убит от местен расист през '70-те. Духът сега преследва съдята, който е имал достатъчно доказателства, но не е осъдил убиеца. |                              |                                 |                  |                                                      |                          |
| 20 | The Vanishing                | Джон Грей и Катрин Бътърфилд    | Питър Вернер     | 7 април 2006 г. (САЩ) 17 юли 2007 г. (България)      | 10.05                    |
| Мелинда попада в инцидент и изпада в кома, която едва не я убива. След като се събужда, Мелинда осъзнава, че вече не вижда духове. Същевременно, позната на Мелинда я моли да помогне на дъщеря ѝ, която е изгубила приятеля си, по време на футболен мач. Но по-късно, Мелинда разбира, че не дарбата ѝ е изчезнала, а нещо или някой привлича духовете на Грандвю надалеч... |                              |                                 |                  |                                                      |                          |
| 21 | Free Fall (Part 1)           | Джон Грей                       | Джон Грей        | 28 април 2006 г. (САЩ) 18 юли 2007 г. (България)     | 10.00                    |
| Духът на пилот казва на Мелинда, че самолетът, който той е управлявал, все още е във въздуха и трябва някак да спре самолета преди той да се разбие. Тя казва на Андреа за това, а тя започва да се притеснява, защото брат ѝ, Мич, е трябвало да пристигне от Йоханесбург в същия ден за рождения си ден. Когато казва на Андреа, че полетът е от Йоханесбург, Андреа решава да отиде до апартамента на брат си за да види дали е пристигнал. Мелинда се опитва да предупреди компанията, но в същия момент тя чува силен шум отвън. Изтичва на улицата и вижда как самолетът се разбива... |                              |                                 |                  |                                                      |                          |
| 22 | The One (Part 2)             | Джон Грей                       | Джон Грей        | 5 май 2006 г. (САЩ) 19 юли 2007 г. (България)        | 11.06                    |
| Андреа подозира, че има нещо, което Мелинда не ѝ казва. Духовете от самолета са на мястото на катастрофата и Мелинда убеждава част от тях да преминат. Понеже са прекалено много, дори и живите хора могат да видят Светлината. Но останалата част от духовете казват, че „той казва, че там няма нищо хубаво“. Мелинда открива дух на мъж в черно, който убеждава духовете да не преминават в Светлината. Когато братът на Андреа идва при Мелинда в магазина, Андреа се затичва към него, но той я подминава. Мелинда казва „Толкова съжалявам, Мич...“, гледайки към Андреа с насълзени очи, „Била е на път към апартамента ти, когато самолетът се е паднал върху колата ѝ...“, разкривайки, че Андреа е мъртва. Тя, невярваща на случващото се, се разплаква без да вижда, че зад нея върви духът на мъжа в черно с думите „Тя е моя“. |                              |                                 |                  |                                                      |                          |

## Рейтинги на сезона
| Име на епизода               | Рейтинг/Шеър (18 – 49) | Брой зрители (в милиони) |
| ---------------------------- | ---------------------- | ------------------------ |
| Pilot                        | 3.0/10                 | 11.25                    |
| The Crossing                 | 2.7/10                 | 10.87                    |
| Ghost, Interrupted           | 3.0/10                 | 11.07                    |
| Mended Hearts                | 2.3/8                  | 9.99                     |
| Lost Boys                    | 2.9/10                 | 10.55                    |
| Homecoming                   | 3.2/11                 | 11.73                    |
| Hope & Mercy                 | 3.6/12                 | 12.78                    |
| On The Wings Of A Dove       | 3.3/11                 | 11.41                    |
| Voices                       | 3.4/11                 | 12.05                    |
| Ghost Bride                  | 3.2/10                 | 12.25                    |
| Shadow Boxer                 | 3.0/10                 | 11.19                    |
| Undead Comic                 | 3.2/10                 | 10.89                    |
| Friendly Neighbourhood Ghost | N/A                    | 11.31                    |
| Last Execution               | 3.3/10                 | 10.92                    |
| Melinda's First Ghost        | 3.1/10                 | 11.62                    |
| Dead Man's Ridge             | 3.6/11                 | 10.62                    |
| Demon Child                  | 3.6/10                 | 12.40                    |
| Miss Fortune                 | 3.1/10                 | 10.34                    |
| Fury                         | N/A                    | 10.22                    |
| The Vanishing                | 3.1/11                 | 10.05                    |
| Free Fall(Part 1)            | 3.0/11                 | 10.00                    |
| The One(Part 2)              | 3.2/12                 | 11.06                    |